# Leptotarsus (Longurio) bullocki
Leptotarsus (Longurio) bullocki is een tweevleugelige uit de familie langpootmuggen (Tipulidae). De soort komt voor in het Neotropisch gebied.